# 神山郡廉
神山 郡廉（こうやま くにきよ、1829年2月16日（文政12年1月13日）- 1909年（明治42年）8月20日）は、幕末の土佐藩士、明治期の内務官僚・政治家。県令、元老院議官、貴族院男爵議員、錦鶏間祗候。通称・左多衛。雅号・郡風、君風。

## 経歴
土佐国高知城下中島町で、土佐藩士・神山久左衛の五男として生まれ、神山左平の養子となる。吉田東洋により藩の要職に抜擢された。慶応元年（1865年）、大目付に就任。慶応2年（1866年）、第二次長州征討に当たって、家老・福岡宮内と共に広島に赴き、幕府からの出兵督促を拒否した。慶応3年10月 （1867年）の大政奉還において、建白書に連署した。
王政復古後、慶応3年12月12日（1868年1月3日）、参与に就任。以後、徴士、内国事務掛、行政官弁事、弁官事、職務進退撰挙掛、刑法官副知事などを歴任。明治4年11月25日（1872年1月5日）、長浜県権令に就任。その後、長浜県が犬上県に改称された。
明治5年9月28日（1872年10月30日）、島根県権令に転任。島根県集議所の開設、殖産振興、教育振興に尽力。1873年（明治6年）10月、和歌山県権令に転任。1874年（明治7年）10月、同県令に昇進。1875年（明治8年）6月から同年10月まで五等判事を兼任。10年という長期間、県政を担った。1883年（明治16年）10月20日、県令を依願免本官となる。
1884年（明治17年）1月、元老院議官に就任。1887年（明治20年）5月24日、男爵を叙爵。1888年（明治21年）2月、高等法院陪席裁判官に就任。1890年（明治23年）7月10日、帝国議会開設に当たり貴族院男爵議員に選出された。同年10月20日、錦鶏間祗候となる。1904年（明治37年）7月10日、任期満了により貴族院議員を退任。
晩年は悠々自適の生活を送り、貫名海屋の書の収集家として知られていた。墓所は青山霊園(1イ11-4)。

## 栄典
位階
- 1886年（明治19年）10月20日 - 従三位[9]
- 1894年（明治27年）5月21日 - 正三位[10]
- 1905年（明治38年）5月30日 - 従二位[11]

勲章等
- 1889年（明治22年）11月25日 - 大日本帝国憲法発布記念章[12]
- 1890年（明治23年）12月26日 - 勲二等瑞宝章[13]

## 親 族
- 二男 神山郡昭（貴族院男爵議員）[14]
- 孫 神山嘉瑞（貴族院男爵議員、郡昭二男）[14]